# San Vito (Trieste)
San Vito è un quartiere della città di Trieste, posto su un colle nella parte centrale della città.

## Storia
Abitato già nella preistoria il colle prese il nome di Colle di San Lorenzo, da una piccola chiesa dedicata a tale santo e posta nella parte alta dell'attuale Via San Michele. Sino al seicento la collina era lasciata a pascolo, in cui si ergevano alcuni tuguri (detti tigoièr) da cui deriva il nome di una delle vie del rione, Via Tigor.
Sorse quindi sulla sommità dell'altura un'altra chiesetta dedicata a San Vito, nome che venne dato anche ad un fortino quadrato realizzato nei pressi nel 1616. Nel 1627, 1733 e 1833 questo venne in più riprese rafforzato e trasformato in un castello meglio munito detto della Sanza, dal tedesco Schanze=Forte. Il forte venne demolito nel 1888-1891, ed oggi non ne resta alcuna traccia. Nella seconda metà del 1900 per alcuni decenni vennero custoditi sulla cima del colle i mezzi pesanti della collezione del Museo di guerra per la pace di Diego de Enriquez (Trieste, 1909-1974).
Lo sviluppo edilizio notevole si ebbe tra il 1700 e il 1800 quando il colle divenne meta di soggiorno per la colonia di possidenti britannici presenti in città. Nel rione sono presenti diverse aree verdi, tra le quali il Piazzale Rosmini, Piazza Carlo Alberto ed il Passeggio Sant'Andrea.

## Galleria d'immagini

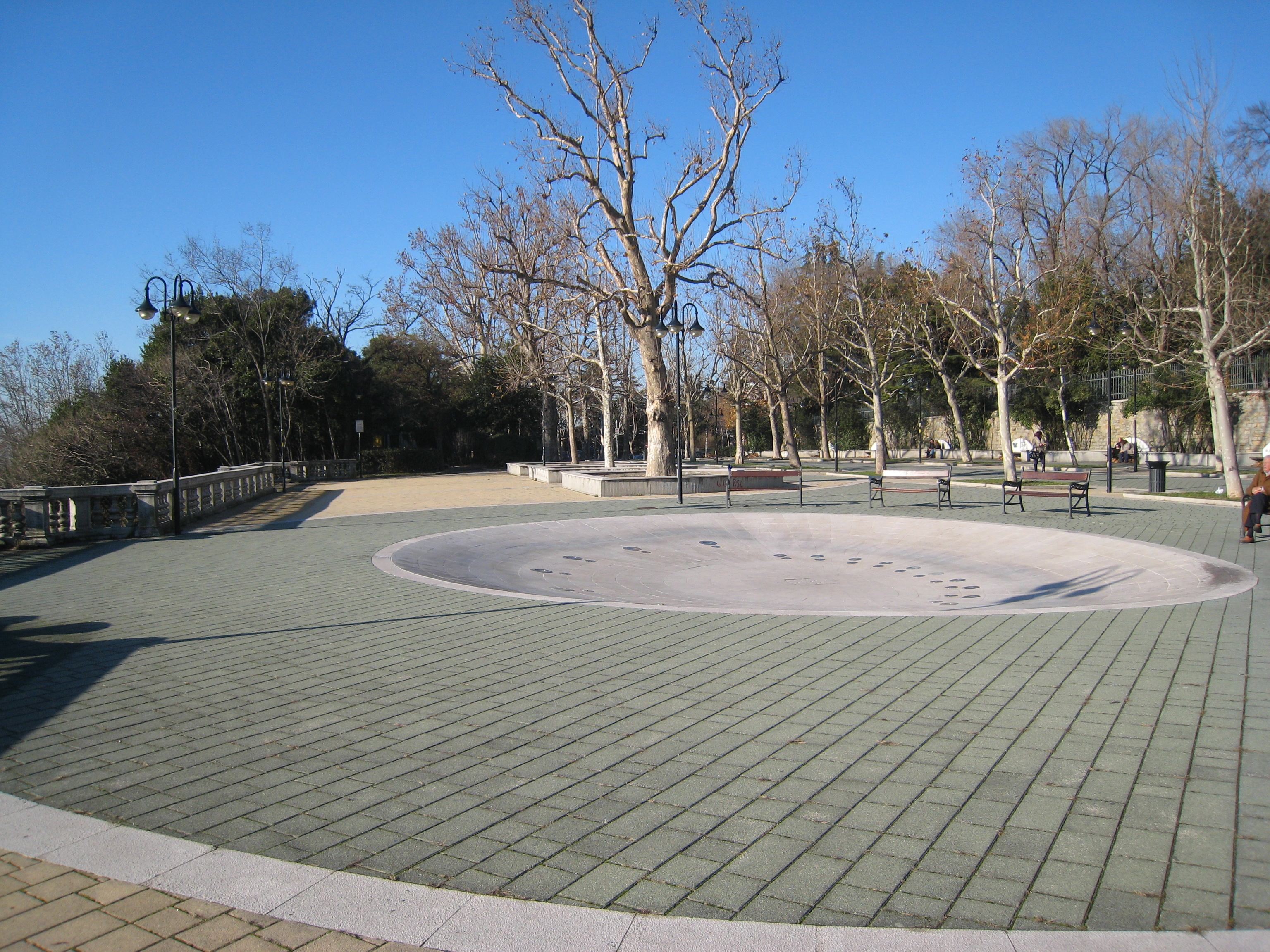
La passeggiata di Sant'Andrea
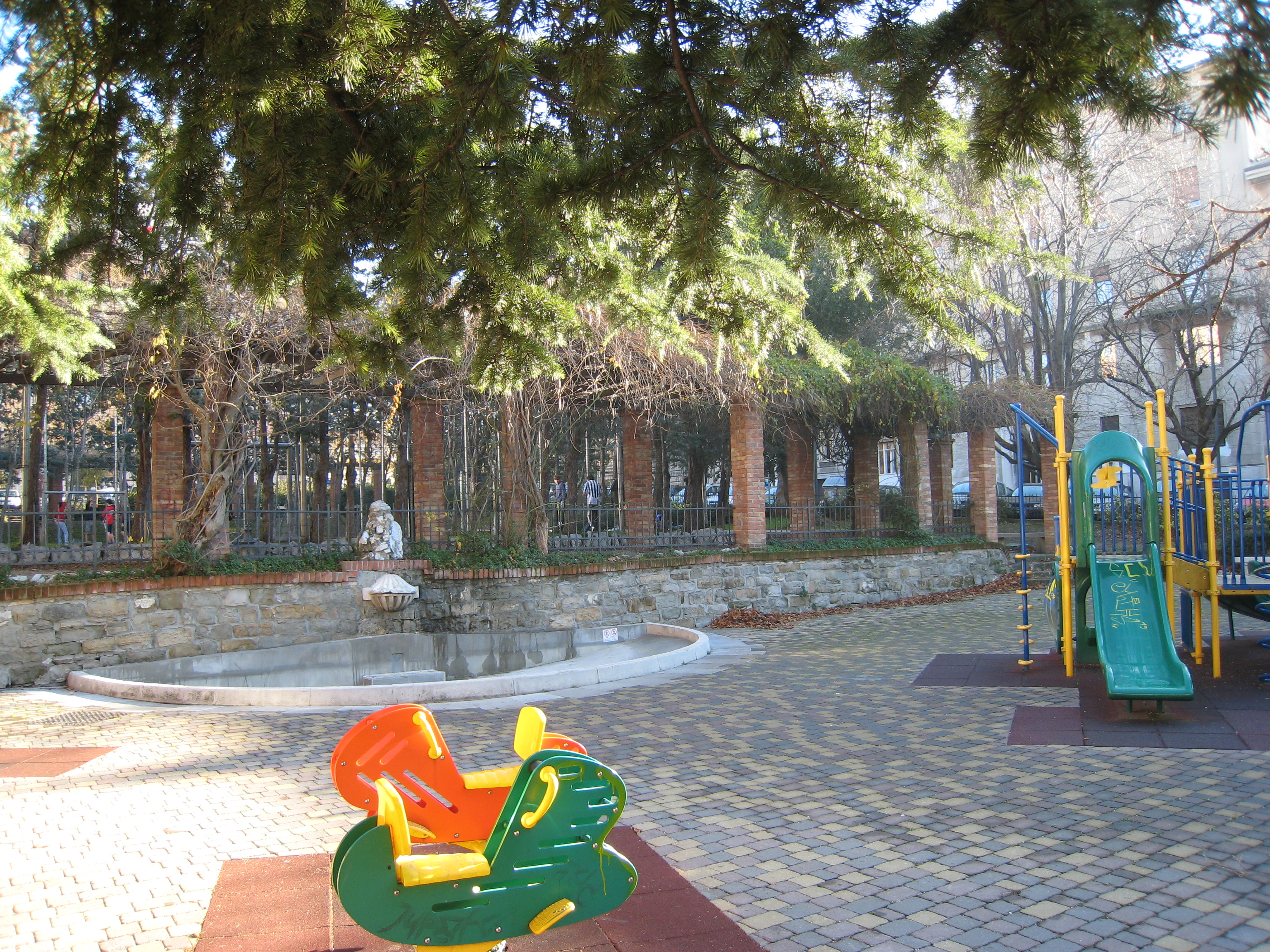
Il giardino di piazza Carlo Alberto